# Alegeri generale în Mexic, 1988
Alegerile federale din Mexic în 1988 au avut loc miercuri 6 iulie 1988, și în ele au fost aleși la nivel federal:
- Președintele republicii. Șeful Statului și Guvernului a fost ales pentru o perioadă de 6 ani neputând fi reales, iar guvernul său a început la data de 1 decembrie 1988. Candidatul ales a fost Carlos Salinas de Gortari, chiar în mijlocul unor mari provocări și suspiciuni asupra legalității rezultatelor electorale.
- 64 Senatori. Membrii Camerei Superioare a Congresului Uniunii, cate 2 pentru fiecare stat al federației și pentru Distritul Federal, 32 aleși în mod direct pentru o perioadă de 6 ani și 32 de aleși pentru o perioadă extraordinară de 3 ani, toți începând la 1 septembrie 1988.
- 500 Deputați Federali. Membrii Camerei Inferioare a Congresului Uniunii, 300 de aleși în manieră directă pentru fiecare district uninominal și 200 de aleși indirect printr-un sistem de liste naționale pentru fiecare dintre cele 5 circumscripții în care țara este împărțită, toți pentru o perioadă de 3 ani, care a început pe 1 septembrie 1988.

## Alegeri prezidențiale
Alegerile din 1988 au fost un proces unic până în prezent în istoria Mexicului: alegerile cele mai controversate din istoria mexicană. Candidatul Partidului Institutului Revoluționar, Carlos Salinas de Gortari a înfruntat pentru prima dată o adevărată competiție cu 2 candidați din opoziție, Cuauhtémoc Cárdenas, expriist ce a renunțat la partid în semn de protest la nominalizările lui Salinas și politica economică a guvernului lui Miguel din Madrid ce a fost desemnat pentru o coaliție de stânga, Frontul Național Democrat și Manuel Clouthier din Partidul Acțiunii Naționale. 
Ministerul de Interne și președintele Comisiei Electorale Federale (CFE), Manuel Bartlett Díaz, a anunțat că rezultatele alegerilor nu au putut fi livrate imediat. Atunci reprezentantul PAN, Diego Fernández de Cevallos, a declarat în timpul reuniunii comisiei –după vizita candidaților– că sistemul “a căzut”, în sensul că s-a renunțat la primirea datelor din districte.De la Madrid mi s-a ordonat să nu informez că Cárdenas a câștigat, asigura Bartlett]
Când rezultatele au fost date, triumful i s-a atribuit lui Carlos Salinas de Gortari. Cuauhtémoc Cárdenas și opoziția au ignorat aceste rezultate și au cerut anularea alegerilor, realizând numeroase manifestații ce nu au putut să împiedice declararea lui Salinas ca președinte ales al Camerei Deputaților, unde PRI avea un avantaj de doar 20 deputați împotriva grupului opoziției. Guvernul federal a menținut întotdeauna legalizarea alegerilor. Salinas a preluat președinția, dar Cuauhtémoc Cárdenas și opoziția, care mai târziu a dat naștere Partidului Democrat Revoluționar, ce a menținut mereu ilegalitatea alegerilor lor.

### Rezultatele electorale
Candidații ce au participat la alegerile prezidențiale din 1988 și rezultatele obținute dupa datele publicate de Ministrul de Interne au fost următoarele:

### Rezultate electorale
| Partid | Partid                                                 | Candidat       | Candidat                              | Voturi     | Procentaj |  |
| ------ | ------------------------------------------------------ | -------------- | ------------------------------------- | ---------- | --------- |  |
|        | Partidul Acțiunii Naționale                            | 50px           | Manuel de Jesús Clouthier del Rincón  | 3,208,584  | 16.20     |  |
|        | Partidul Institutului Revoluționar                     | 50px           | Carlos Salinas de Gortari Format:Bien | 9,687,926  | 48.93     |  |
|        | Partidul Socialist Popular                             | 50px           | Cuauhtémoc Cárdenas Solórzano         | 1,970,467  | 9.95      |  |
|        | Partidul autentic al Revoluției Mexicane               | 50px           | Cuauhtémoc Cárdenas Solórzano         | 1,202,710  | 6.07      |  |
|        | Partidul Democratic Mexican                            |                | Gumersindo Magaña Negrete             | 190,891    | 0.96      |  |
|        | Partidul Socialist Mexican 30px                        | 50px           | Cuauhtémoc Cárdenas Solórzano         | 666,683    | 3.37      |  |
|        | Partidul Frontal Cardenist al Reconstrucției Naționale | 50px           | Cuauhtémoc Cárdenas Solórzano         | 2,003,919  | 10.12     |  |
|        | Partidul Revoluționar al Muncitorilor                  | 50px           | Rosario Ibarra de Piedra              | 74,857     | 0.43      |  |
|        | Nule                                                   | Nule           | Nule                                  | 695,042    | 3.51      |  |
|        | Neînregistrate                                         | Neînregistrate | Neînregistrate                        | 14,333     | 0.07      |  |
| Total  | Total                                                  | Total          | Total                                 | 19,801,218 | 100.00    |  |

## Alegeri legislative
Rezultatele alegerilor au dus pentru prima dată cu PRI să nu obțină 3 sferturi din Camera Deputaților și au obținut o majoritate absolută pentru doar 10 deputați, de asemenea pentru prima dată au fost aleși Senatori din opoziție, respingandu-l pe Jorge Cruickshank García care a făcut o alianță între partidul PRI și partidul său PPS.

### Deputați federali
| Partid | Partid                                                 | Voturi         | Voturi     | Procente |  |
| ------ | ------------------------------------------------------ | -------------- | ---------- | -------- |  |
|        | Partidul Acțiunii Naționale                            |                | 3,276,824  | 17.41    |  |
|        | Partidul Institutului Revoluționar                     |                | 9,276,934  | 49.29    |  |
|        | Partidul Socialist Popular                             |                | 1,673,863  | 8.89     |  |
|        | Partidul autentic al Revoluției Mexicane               |                | 1,124,575  | 5.97     |  |
|        | Partidul Democrat Mexican                              |                | 244,458    | 1.30     |  |
|        | Partidul Socialist Mexican                             | 30px           | 810,372    | 4.31     |  |
|        | Partidul Frontal Cardenist al Reconstrucției Naționale |                | 1,704,532  | 9.06     |  |
|        | Partidul Revoluționar al Muncitorilor                  |                | 88,637     | 0.47     |  |
|        | Nule                                                   | Nule           | 620,220    | 3.30     |  |
|        | Neînregistrate                                         | Neînregistrate | 0          | 0.00     |  |
| Total  | Total                                                  | Total          | 18,820,415 | 100.00   |  |

### Senatorii republicii
| Partid | Partid                                                 | Voturi         | Voturi     | Procente |  |
| ------ | ------------------------------------------------------ | -------------- | ---------- | -------- |  |
|        | Partidul Acțiunii Naționale                            |                | 3,293,460  | 17.41    |  |
|        | Partidul Institutului Revoluționar                     |                | 9,263,810  | 48.97    |  |
|        | Partidul Socialist Popular                             |                | 1,702,203  | 9.00     |  |
|        | Partidul autentic al Revoluției Mexicane               |                | 1,154,811  | 6.10     |  |
|        | Partidul Democrat Mexican                              |                | 223,631    | 1.18     |  |
|        | Partidul Socialist Mexican                             | 30px           | 770,659    | 4.07     |  |
|        | Partidul Frontal Cardenist al Reconstrucției Naționale |                | 1,727,376  | 9.13     |  |
|        | Partidul Revoluționar al Muncitorilor                  |                | 76,135     | 0.40     |  |
|        | Nule                                                   | Nule           | 689,542    | 3.64     |  |
|        | Neînregistrate                                         | Neînregistrate | 873        | 0.00     |  |
| Total  | Total                                                  | Total          | 18,915,722 | 100.00   |  |

### Camera Deputaților
| Partid | Partid                                                 | Deputați |
| ------ | ------------------------------------------------------ | -------- |
|        | Partidul Acțiunii Naționale                            | 101      |
|        | Partidul Institutului Revoluționar                     | 262      |
|        | Partidul autentic al Revoluției Mexicane               | 30       |
|        | Partidul Socialist Popular                             | 49       |
|        | Partidul Democrat Mexican                              | 0        |
|        | Partidul Socialist Mexican                             | 22       |
|        | Partidul Frontal Cardenist al Reconstrucției Naționale | 36       |
|        | Partidul Revoluționar al Muncitorilor                  | 0        |

### Camera Senatorilor
| Partid | Partid                                                 | Deputați |
| ------ | ------------------------------------------------------ | -------- |
|        | Partidul Acțiunii Naționale                            | 0        |
|        | Partidul Institutului Revoluționar                     | 60       |
|        | Partidul autentic al Revoluției Mexicane               | 0        |
|        | Partidul Socialist Popular                             | 0        |
|        | Partidul Democrat Mexican                              | 0        |
|        | Partidul Socialist Mexican*                            | 4        |
|        | Partidul Frontal Cardenist al Reconstrucției Naționale | 0        |
|        | Partidul Revoluționar al Muncitorilor                  | 0        |

- Au fost aleși sub numele de Partidul Socialist Mexican și în 1989 trece în Partidul Revoluției Democratice

### Senatori
|  | Partid/Alianță                                      | Majoritatea |
|  | --------------------------------------------------- | ----------- |
|  | Partidul Acțiunii Naționale                         | 0           |
|  | Partidul Institutului Revoluționar                  | 60          |
|  | Frontul Democratic Național (PARM, PPS, PFCRN, PMS) | 4           |
|  | Partidul Democrat Mexican                           | 0           |
|  | Partidul Revoluționar al Muncitorilor               | 0           |

### Deputați
|  | Partid/Alianța                                      | Majoritate | Proporționalitate | Total |
|  | --------------------------------------------------- | ---------- | ----------------- | ----- |
|  | Partidul Acțiunii Naționale                         | 38         | 63                | 101   |
|  | Partidul Institutului Revoluționar                  | 260        | 2                 | 262   |
|  | Frontul Democratic Național (PARM, PPS, PFCRN, PMS) | 29         | 108               | 137   |
|  | Partidul Democrat Mexican                           | 0          | 0                 | 0     |
|  | Partidul Revoluționar al Muncitorilor               | 0          | 0                 | 0     |

Frontul Democratic Național a fost dizolvat după instalarea Congresului, PARM, PPS și PFCRN au format propriile bănci iar PMS și vechii PRI au constituit Partidul Revoluției Democratice.